# Cars 3：閃電再起
是一部由皮克斯動畫工作室製作、並由華特迪士尼發行的2017年美國3D電腦動畫電影，布萊恩·費執導。本片為2011年的電影《Cars 2：世界大賽》的續集，北美於2017年6月16日上映。

## 劇情
閃電麥坤參加世界格蘭披治大賽後回到洲際盃繼續比賽，某天賽車界新秀風暴傑森（Jackson Storm）在一場比賽中搶盡麥坤的風頭，成為媒體和觀眾矚目的焦點，在一輛輛舊時代的賽車退出賽車場，心急如焚的麥坤卻在活塞盃季末的最後一場比賽發生重大車禍被迫退出比賽。為了避免落得已故導師韓大夫的下場，麥坤必須想盡辦法以新姿態重回賽道，參加佛羅里達500圈賽車，以重溫往日的榮耀。
之後麥坤在克魯茲·拉米雷斯（Cruz Ramirez）的幫助下進行訓練，但是並不如預期所想的那般，新的觀念、新的科技以及新的訓練方式都讓麥坤難以接受，而之後的意外，反而讓贊助麥坤的史特林（Sterling）對麥坤失去信心，所以勸說麥坤去代言一系列產品，但卻反讓麥坤說服，史特林跟麥坤訂下約定，如果之後的一場比賽麥坤輸了以後就得成為他底下的品牌，協助他販售產品，相反的如果麥坤贏了不僅不用代言，還能決定自己何時要退休。離開賽車中心的麥坤帶著克魯茲前往海灘，在這裡麥坤決定拋開賽車中心的訓練方式，但是克魯茲卻極度不適應...

## 配音員
| 配音                     | 配音                                                                              | 配音 | 配音                                    | 角色 |
| 美國                     | 台灣                                                                              | 香港 | 大陸                                    | 角色 |
| ------------------------ | --------------------------------------------------------------------------------- | --- | --------------------------------------- | --- |
| 歐文·威爾森              | 陳建州                                                                            | 林海峰 | 黄磊                                    | 閃電麥坤（Lightning McQueen） |
| 克麗絲特拉·阿羅佐        | 陳季霞                                                                            | 西瓜 | 马晓骥                                  | 克魯茲·拉米雷茲（Cruz Ramirez） |
| 克里斯·庫柏              | 康殿宏                                                                            | 劉江 | 张闻天                                  | 老莫（Smokey） |
| 内森·菲利安              | 符爽                                                                              | 楊耀泰 | 李楠                                    | 史德林（Sterling） |
| 王牌接线员拉里           | 康康                                                                              | 周志輝 | 张遥函                                  | 拖線（Mater） |
| 艾米·汉莫                | 張騰                                                                              | 李光耀 | 张艺兴                                  | 風暴傑森（Jackson Storm） |
| 湯姆與雷伊·馬格利奧齊    | 李勇 姜先誠                                                                       | 孔慶慇 詹志文 | 高增志 赵震                             | 老灰和老鏽（Rusty and Dusty Rust-eze） |
| 托尼·夏爾赫布            | 陳宗岳                                                                            | 鄭展晴 | 任亚明                                  | 卡布（Luigi） |
| 邦妮·亨特                | 錢欣郁                                                                            | 徐蕙賢 | 伍凤春                                  | 莎莉（Sally Carrera） |
| 莉亞·迪拉亞              | 杜素真                                                                            | 陳安瑩 | 林兰                                    | 瘋狂邁絲（Miss Fritter） |
| 凱莉·華盛頓              | 陶敏嫻                                                                            | 方健儀 | 张碧玉                                  | 娜塔莉·瑟頓（Natalie Certain）:某賽車評論節目主持 |
| 鮑伯·柯斯塔斯            | 康殿宏                                                                            | 李德能 | 吴凌云                                  | 鮑伯卡特萊斯（Bob Cutlass）:比賽旁述。 |
| 瑪格·馬丁達爾            | 崔幗夫                                                                            | 雷思蘭 | 杨晨                                    | 露易絲納許（Louise "Barnstormer" Nash）：藍天博士賽車時代的唯一女對手，曾經暗戀藍天博士. 角色以現實生活中的早期車手路易斯史密斯 (Louise Smith) 為原型。 |
| 達瑞爾·瓦特李普          | 夏治世                                                                            | 孔慶慇 | 赵震                                    | 達洛卡提普（Darrell Cartrip）:比賽旁述。配音員曾八十四次贏得盃賽系列賽冠軍並獲得三次冠軍。 擁有 2005 年之前的版本大滿貫，包括代托納五百強、塔拉迪加五百強、夏洛特六百強勝利和佛羅倫薩南部五百強。                                                                                     |
| 小伊思亞·溫特洛克        | 周寧                                                                              | 龍天生 | 张云明                                  | 瑞弗·史考特（River Scott）:藍天博士賽車時代的對手 |
| 鮑伯·彼得森              | 馬伯強                                                                            | 樓南光 | 冯盛                                    | 路霸（Chick Hicks） |
| 鮑伯·彼得森              |                                                                                   | |                                         | 破壞博士（Dr. Damage） |
| 奇諾·奎爾羅尼            | Giovanni Baldini                                                                  | Giovanni Baldini | 郝祥海                                  | 阿維（Guido） |
| 约翰·拉岑贝格尔          | 陳旭昇                                                                            | 陸頌愚 | 光头王凯                                | 麥大叔（Mack） |
| 凱爾·佩蒂                | 王希華                                                                            | 李建良 | 陈喆                                    | 卡爾威勒（Cal Weathers）水殼公司的代表車手，冠軍的侄子. 現實生活中，他是「國王」韋瑟斯配音員的兒子。該角色的配音演員除了在賓夕法尼亞州和特拉華州的勝利外，還贏得了一項重要的杯賽系列賽事。                                                                                            |
| 路易斯·咸美頓            | 李勇                                                                              | 駱浩賢 | 郝祥海                                  | 漢米爾頓（Hamilton） |
| 羅德·薛爾                | 楊少文                                                                            | 辛偉強 | 藤新                                    | 阿飛（Fillmore） |
| 羅伯特·格倫·約翰遜       | 夏治世                                                                            | 周永光 | 刘琮                                    | 午夜小月亮（Junior "Midnight" Moon）:藍天博士賽車時代的對手 |
| 雷·艾弗爾漢              | 林谷珍                                                                            | 黃浩然 | 叶保华                                  | 雷·瑞弗爾漢（Ray Reverham）:積信黑旋風的領隊. 在現實生活中，埃弗納姆是一名冠軍工程師，曾獲得 1995 年、1997 年和 1998 年的冠軍。 |
| 保羅·紐曼                | 佟紹宗                                                                            | 鍾景輝 | 周志强                                  | 韓大夫（Doc Hudson） |
| 切奇·马林                | 孫中台                                                                            | 黎彼得 | 茅菁                                    | 雷蒙（Ramone） |
| 霍華德·奧古斯丁·惠勒     | 符爽                                                                              | 袁富華 | 刘琮                                    | 老德（Tex Dinoco） |
| 凱薩琳·赫蘿孟德          | 崔幗夫                                                                            | 李楓 | 徐燕                                    | 莉絲（Lizzie） |
| 保羅·杜力                | 康殿宏                                                                            | 盧傑群 | 叶保华                                  | 士官長（Sarge） |
| 珍妮弗·路易斯            | 姜瑰瑾                                                                            | 朱咪咪 | 林兰                                    | 芙蓉（Flo） |
| 香農·史貝克              | 李直平                                                                            | 繆碧欣 | 伍凤春                                  | 夏農史波克（Shannon Spokes）:比賽旁述。 |
| 瑪德琳·馬克格勞          | 康梓翰                                                                            | 駱天歷 | 阎么么                                  | 瑪蒂（Maddy McGear） |
| 麥克·威利斯              | 王希華                                                                            | 郭鋒 | 陆建艺                                  | 警長（Sheriff） |
| 麥克·喬伊                | 孫中台                                                                            | 劉雪明 | 刘琮                                    | 麥克喬伊萊德（Mike Joyride). 電台節目主持人。 在現實生活中，喬伊和沃爾特里普在 2001 年至 2019 年期間是廣播同事，而戈登在 2016 年至 2021 年期間是喬伊的廣播搭檔。 |
| 傑夫·戈登                | 周寧                                                                              | 簡健堯 |                                         | 高竿（Jeff Gorvette). 配音演員曾獲得九十三次盃賽系列賽冠軍、四次冠軍、三次代托納五百強賽冠軍、三次塔拉迪加五百強賽冠軍、三次夏洛特六百強賽冠軍、五次印第安納波利斯四百強賽冠軍和五次佛羅倫薩南部五百強賽冠軍（均為職業大滿貫），併入選名人堂。 在該片的一些版本中，他的角色被省略了。 |
| 丹尼·蘇爾茲              | 張至超                                                                            | 黃永強 | 叶知秋                                  | 丹尼史瓦維茲（Danny Swervez）2016年納斯卡奧萊利汽車零件系列賽（二級）冠軍。兩次杯賽系列賽冠軍。 |
| 萊恩·布蘭利              | 王辰驊                                                                            | 郭浩昇 | 刘明月                                  | 「內行」雷斯藍尼（Ryan "Inside" Laney）配音員是2023年盃賽系列冠軍。 |
| 布巴·威萊斯              | 賈文安                                                                            | 趙增熹 | 郝祥海                                  | 布巴惠爾豪斯（Bubba Wheelhouse）配音員是2025 年印第安納波利斯四百強由PPG工业集团頒發的冠軍。 |
| 威廉·克萊德·艾利奧特二世 | 李勇                                                                              | 周凱榮 | 藤新                                    | 追風藍斯洛特（Chase Racelott）配音演員是 2020 年杯賽系列冠軍，曾在美洲赛道(2021)和 沃特金斯格倫國際(2018, 2019) 等場館贏得比賽。。 |
| 理查德·佩蒂              | 陳宗岳                                                                            | 龍天生 | 藤新                                    | 冠軍史崔威勒（Strip "The King" Weathers） |
| 安德拉·戴                | 曾詩淳                                                                            | 李慧芝 | 林兰                                    | 甜茶（Sweet Tea）鏟車型女歌手 |
|                          | 劉安 韓金燕 邱威智 孫尚志 龔姿榕 洪嘉揚 李心彤 王上昇 孫若薇 徐偉翔 高嘉鎂 呂筱薇 | 阿V 龍嘉銘 李安琪 黃瑞蘭 鄭穎園 陳志強 黃中濠 鄧潔麗 李永濠 劉文光 冼詠儀 詹東海 彭義峻 巫展慈 黃鴻基 劉康儀 麥穗盈 李國麟 黎皓宜 黃玉清 戴文 鄧珮淇 | 叶知秋 沈念如 李兰陵 薛成 常蓉珊 闫莉佳 | |

## 發行
《Cars 3：閃電再起》預計於2017年6月16日上映。

### 評價
爛番茄上根據211條評論，持有69%的新鮮度，平均得分為6.1/10，而在Metacritic上則獲得了59分，綜合結果為「混合或中等評價」。據CinemaScore所進行的調查，觀眾的平均評價於A+至F間落於「A」。

### 票房
美國首映週末票房收入為5368萬美元，位居第24週票房冠軍。中国大陆累计1.34亿人民币。
| 上一届： 《神力女超人》 | 2017年美國週末票房冠軍 第24週 | 下一届： 《變形金剛5：最終騎士》 |

## 備註
1. ↑  此角的英語版配音原屬米高·基頓，但由於米高基頓參演《蜘蛛人：返校日》關係，所以未能參與是次的配音演出。
2. ↑  保羅·紐曼於2008年逝世，電影裏使用第一集未使用的錄音檔案。

## 外部連結
- 互联网电影数据库（IMDb）上《Cars 3：閃電再起》的资料（英文）
- AllMovie上《Cars 3：閃電再起》的资料（英文）
- Box Office Mojo上《Cars 3：閃電再起》的資料（英文）
- 爛番茄上《Cars 3：閃電再起》的資料（英文）
- Metacritic上《Cars 3：閃電再起》的資料（英文）
- 開眼電影網上《Cars 3：閃電再起》的資料（繁體中文）
- 时光网上《Cars 3：閃電再起》的資料（简体中文）
- 豆瓣电影上《Cars 3：閃電再起》的資料 （简体中文）